# Sonome Shiba
Sonome Shiba (jap. 斯波 園女 Shiba Sonome; ur. w 1664 r. w okolicach Ise Jingū, zm. 21 maja 1726 r.) – japońska poetka działająca w okresie Edo. Przyjaciółka i uczennica Bashō Matsuo. Tworzyła haiku i waka.

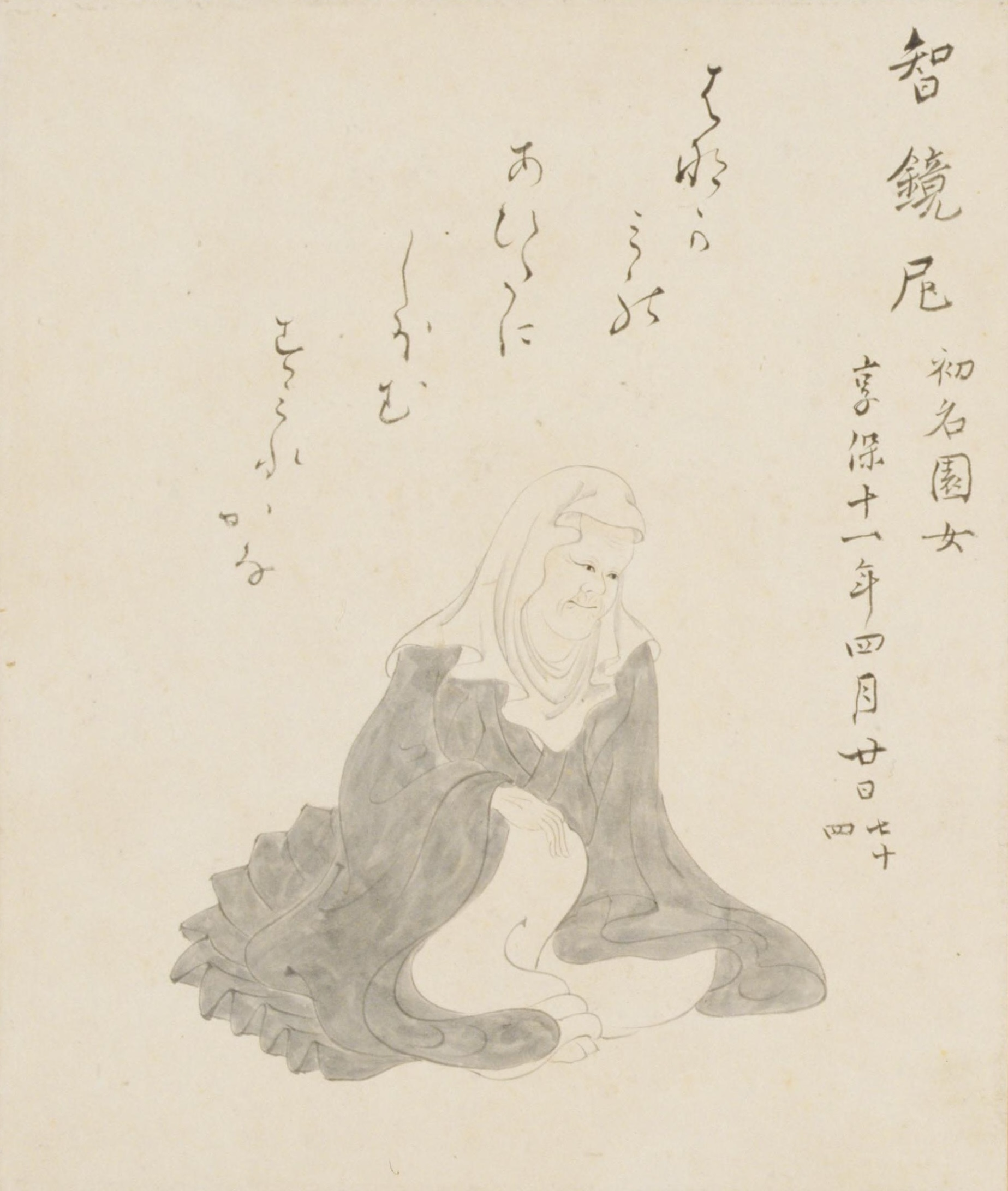
Sonome Shiba

Córka kapłana shintō z prowincji Ise. Wyszła za mąż za Ichiyū Shibę, okulistę amatorsko zajmującego się poezją, i około 1692 r. przeprowadziła się z nim do Osaki. W Osace zawodowo zajmowała się sądzeniem w konkursach haikai. Po śmierci męża, około 1704-1705 r. przeniosła się do Edo, gdzie podjęła praktykę okulistyczną, jednocześnie kontynuując pracę jako nauczycielka i sędzia haikai. W 1718 r. została mniszką buddyjską i przyjęła imię „Chikyō-ni”, nie zaprzestając wszakże działalności literackiej. Mieszkając w Edo zredagowała dwie antologie haikai: Kiku no chiri (zawierająca utwory 378 poetów) oraz Tsuru no tsue (zawierająca utwory 99 poetów). Sama również była autorką ponad tysiąca utworów.
Była uczennicą Bashō od 1689 r. aż do jego śmierci w 1694 roku. Po przeprowadzce do Edo kontynuowała studia poetyckie u ucznia Bashō, Kikaku. Plotki przypisywały jej spowodowanie śmieci Bashō, który zmarł dwa tygodnie po wizycie w domu rodziny Shiba.